# Francesco Londonio
Francesco Londonio (Milão, 7 de outubro de 1723 — Milão, 26 de dezembro de 1783) foi um pintor e cenógrafo italiano. Iniciou suas atividades após o declínio do estilo Barroco e durante o auge do Rococó. Estudou com o artista Benigno Bossi e se interessou por pinturas de paisagens e temas rústicos, depois de visitar Roma e Nápoles.

## Vida pessoal

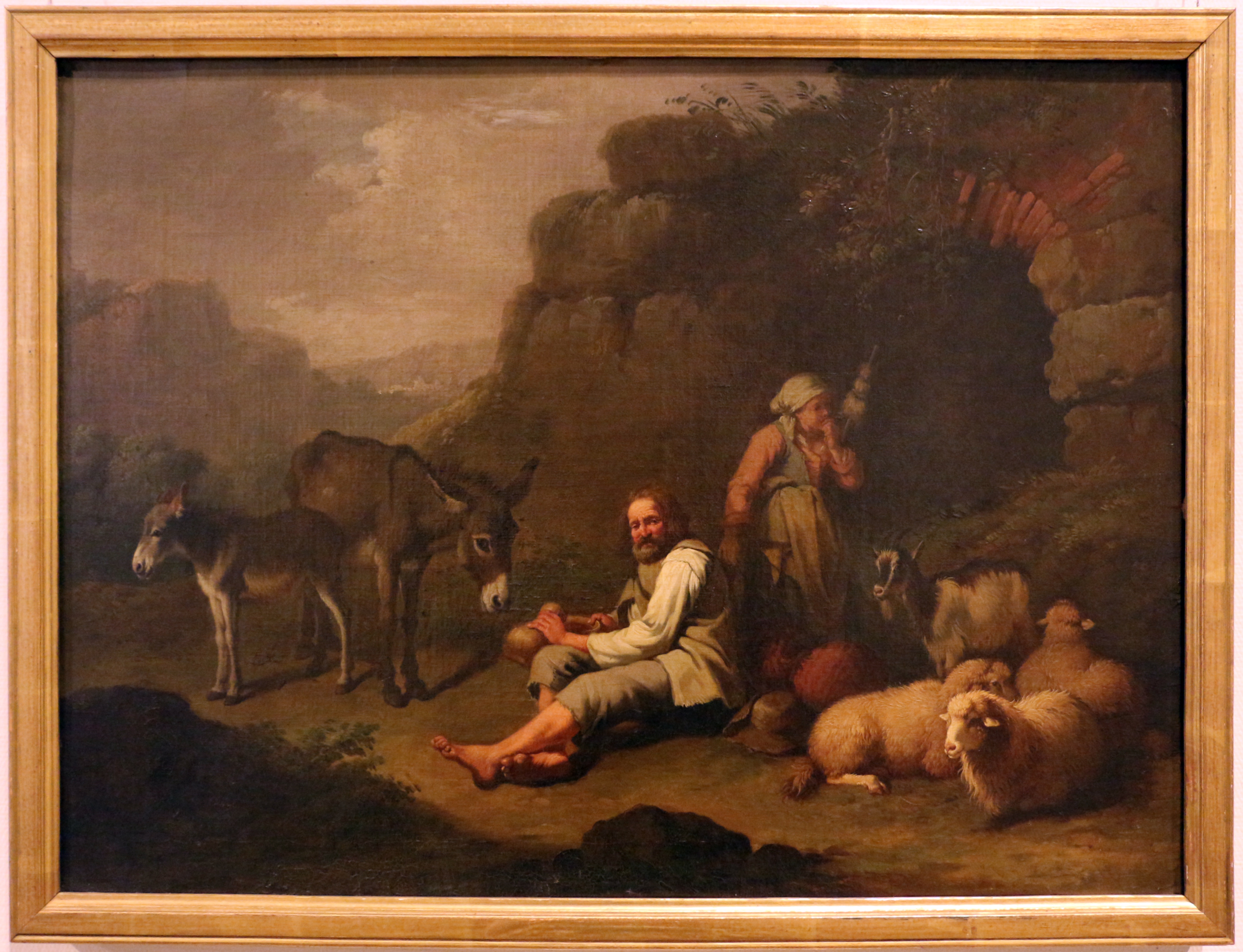
Pastori con pecore e asinelli, cerca de 1763

Ele nasceu em Milão, na paróquia de Sant'Alessandro em Zebedia, uma igreja da cidade, em 7 de outubro 1723, filho de Antonio e Teresa Lesma, o quarto de sete filhos. Foi aluno de Ferdinando Porta, apesar de ter ido, originalmente a Parma para estudar com L. Antonio Allegri. Não se sabe o que fez Francesco mudar de tutor e também de estilo, deixando de pintar fatos históricos para se dedicar a estudar animais e paisagens pastoris.
A primeira menção a seu trabalho foi em 1753, um desenho de um touro e uma vaca em repouso. Assinou sua primeira pintura em 1756, hoje pertencente a uma coleção particular. Há fortes influências de artistas holandeses. Francesco a aprendeu a técnica de gravação com Benigno Bossi, em Milão. É também conhecido pela cenografia. Alguns de seus trabalhos estão hoje na igreja de San Marco, em Milão.
Seus ciclos férteis de pintura ocorreram em Roma, em 1763 e em Nápoles, de 1763 a 1764. Em 1768, casou-se com Cecilia Biraschi. Apenas dois dos sete filhos do casal sobreviveram à infância, Antonio e Marianna.

## Morte
Em 12 de novembro 1783 sua saúde debilitada piorou e ele faleceu em Mição em 26 de dezembro de 1783, sendo enterrado na igreja de S. Eufemia, sua paróquia.